# Couva-Tabaquite-Talparo
Couva-Tabaquite-Talparo (anhörenⓘ) ist eine Region und Verwaltungseinheit auf Trinidad in Trinidad und Tobago.

## Geographie
Couva-Tabaquite-Talparo liegt in Zentraltrinidad. Im Nordwesten beginnend ist es im Uhrzeigersinn umgeben von Chaguanas, Tunapuna-Piarco, Sangre Grande, Mayaro-Rio Claro, Princes Town und San Fernando. Im Westen grenzt es an den Golf von Paria. Hauptstadt der Region ist Couva.
Bedeutende Städte und Orte in Couva-Tabaquite-Talparo sind:
- California
- Claxton Bay
- Couva
- Gasparillo
- Point Lisas
- Pointe-à-Pierre
- St. Mary’s
- Tabaquite
- Talparo

## Wirtschaft und Infrastruktur
Point Lisas beheimatet die von der PLIPDECO (Point Lisas Industrial Port Development Company) gemanagten Industriegebiete Point Lisas Industrial Estate und Port of Point Lisas, den zweitgrößten Hafen des Landes. Hier befindet sich das Zentrum der trinidianischen Schwerindustrie, z. B. ein Stahlwerk der ArcelorMittal, Fabriken zur Gewinnung von Methanol, Ammoniak und Harnstoff, zwei Kraftwerke sowie eine große Entsalzungsanlage. Die Energie für das Industriegebiet wird in Erdgasfeldern vor der Ostküste Trinidads gewonnen. In Pointe-à-Pierre befindet sich die Ölraffinerie der Petrotrin, einer staatlichen Ölfirma. Der United National Congress (UNC), eine der zwei großen Parteien Trinidads, hat sein Hauptquartier im Rienzi Complex in Couva.
Im Südosten von Couva befindet sich der Port Lisas Campus, eine Zweigstelle der University of Trinidad and Tobago.
Die Southern Main Road, die wichtigste Nord-Süd-Verkehrsachse Trinidads, verläuft durch Couva-Tabaquite-Talparo und bindet alle wichtigen Städte an. Von 1880 bis 1968 war die Region an die Trinidad Government Railway, das trinidianische Eisenbahnsystem, angeschlossen. In Tabaquite gab es eine Station, in Couva einen Endhaltepunkt. Das Aufkommen des Automobils in Verbindung mit der geringen Größe der Insel führte zur Schließung des Systems. In Couva befindet sich der Camden Airstrip, ein Flugfeld ohne IATA-Code, das zu Zeiten der Caroni (1975) Limited für Agrarflüge genutzt wurde und für das vage Pläne für einen Ausbau existieren.

## Kultur

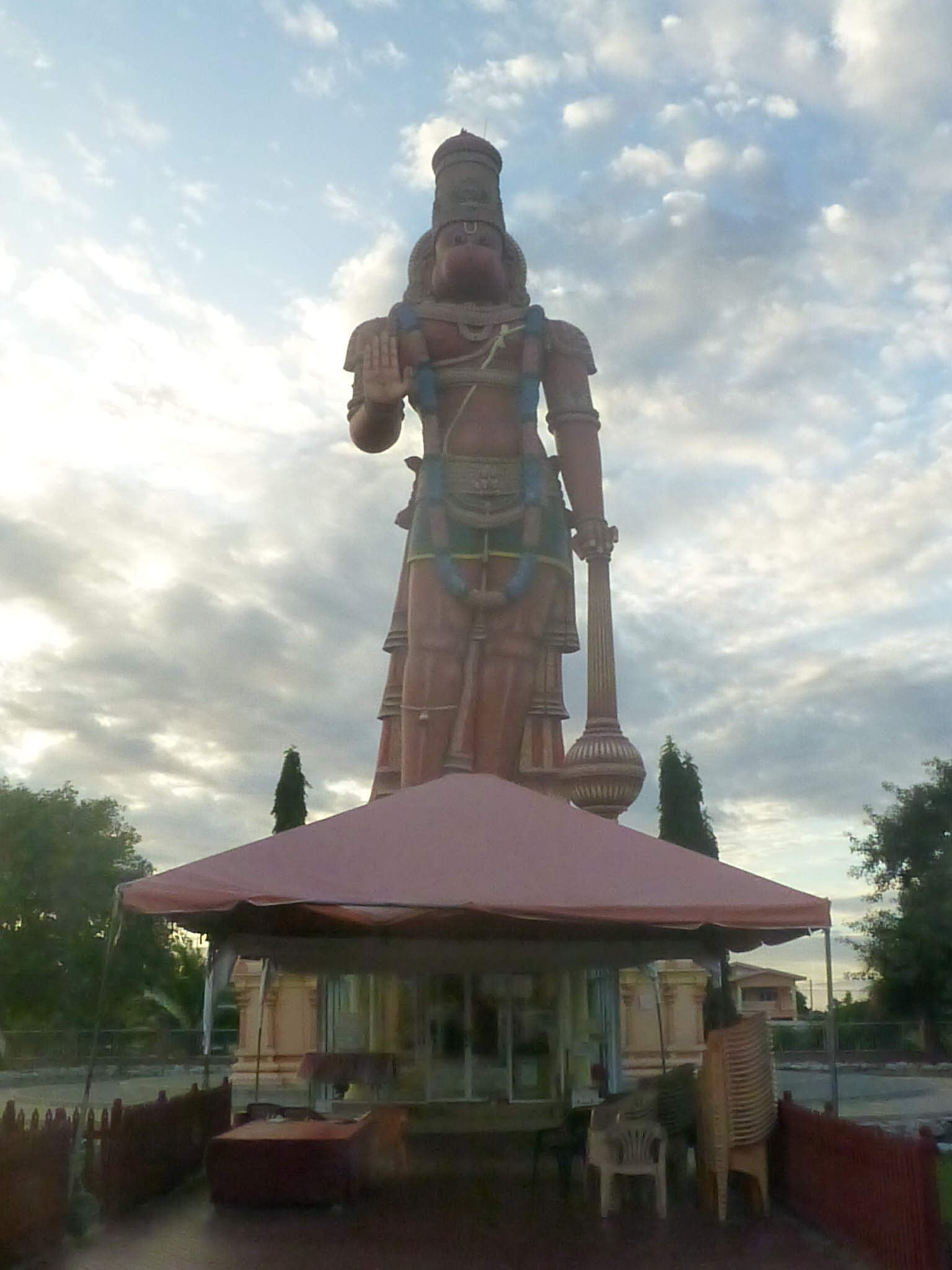
Hanuman-Statue

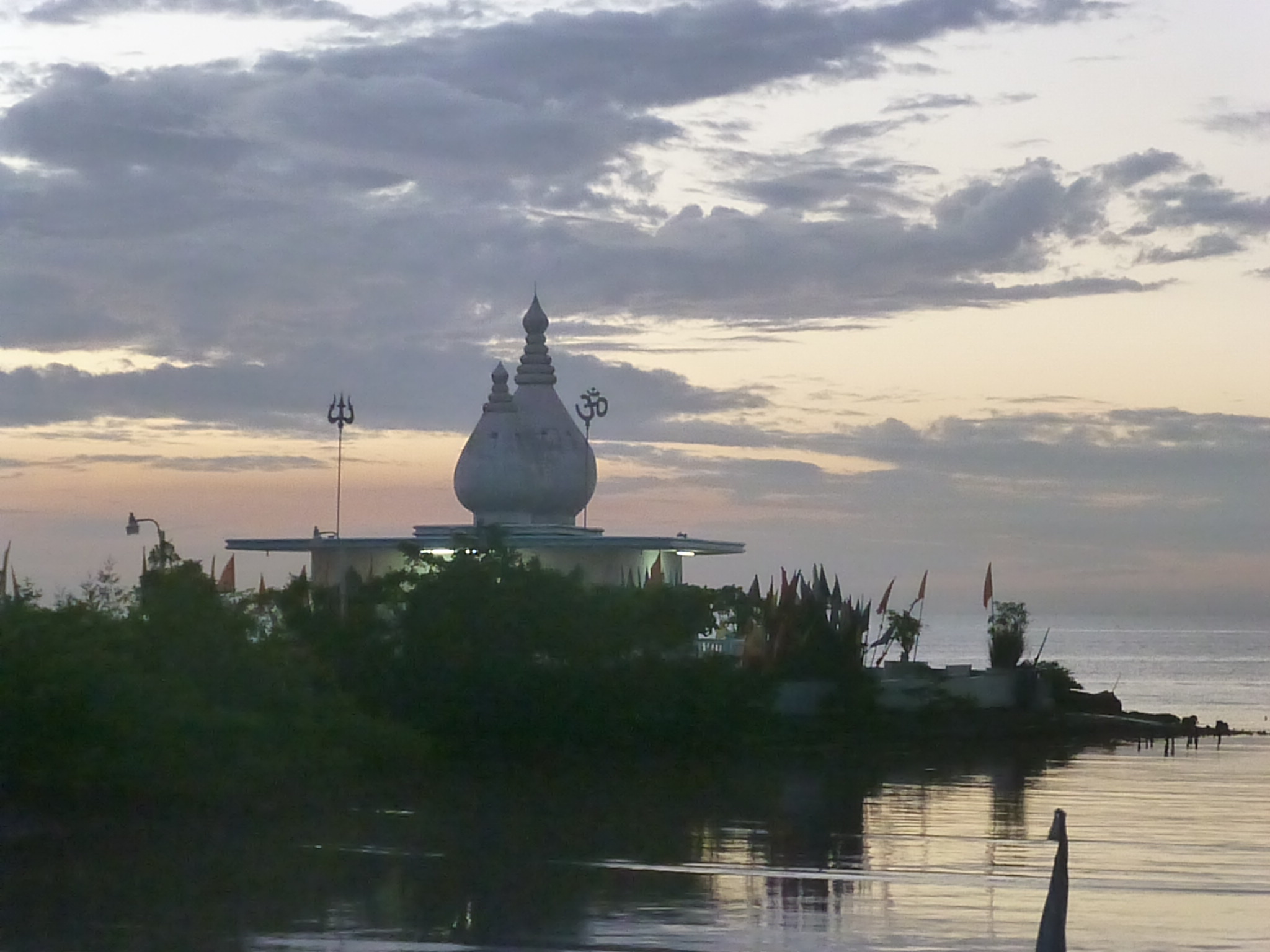
Temple in the Sea

In Carapichaima an der Golfküste befinden sich zwei hinduistische Heiligtümer: Ein Dattatreya-Tempel mit einer 30 Meter hohen Hanuman-Statue sowie der „Temple in the Sea“, ein Shiva-Tempel, der ins Meer hinein gebaut und mittels einer Mole mit dem Land verbunden wurde und in dessen Nähe sich eine von drei religiösen Feuerbestattungs-Anlagen des Landes befindet. Der Hinduismus ist im ehemaligen Zuckerrohrgürtel Trinidads die vorherrschende Religion.

## Geschichte
Bis 1990 war Trinidad in Counties unterteilt. Im Rahmen einer Verwaltungsreform (Municipal Corporations Act No. 21) wurden 1990 sämtliche Counties aufgelöst und neue Verwaltungseinheiten geschaffen. Aus Teilen der Countys Caroni und Victoria wurde Couva-Tabaquite-Talparo.